# Mornand-en-Forez
 Mornand-en-Forez  es una localidad y comuna de Francia, en la región de Ródano-Alpes, departamento de Loira, en el distrito y cantón de Montbrison.
Su población en el censo de 1999 era de 294 habitantes.
Está integrada en la Communauté d'agglomération Loire-Forez.

## Demografía
| 380 | 343 | 323 | 284 | 300 | 294 |
| Para los censos de 1962 a 1999 la población legal corresponde a la población sin duplicidades (Fuente: INSEE [Consultar]) |     |     |     |     |     |